# Mori Julien-Marie Sidibé
Mori Julien-Marie Sidibé (* 1927 in Goualala; † 25. März 2003) war Bischof von Ségou.

## Leben
Mori Julien-Marie Sidibé empfing am 30. April 1957 die Priesterweihe. 
Papst Paul VI. ernannte ihn am 1. Juli 1974 zum Bischof von Ségou. Der Erzbischof von Bamako, Luc Auguste Sangaré, weihte ihn am 7. Dezember desselben Jahres zum Bischof; Mitkonsekratoren waren Pierre Louis Leclerc MAfr, Alterzbischof ad personam von Ségou, und Anthyme Bayala, Bischof von Koudougou.